# Michał Sroczyński

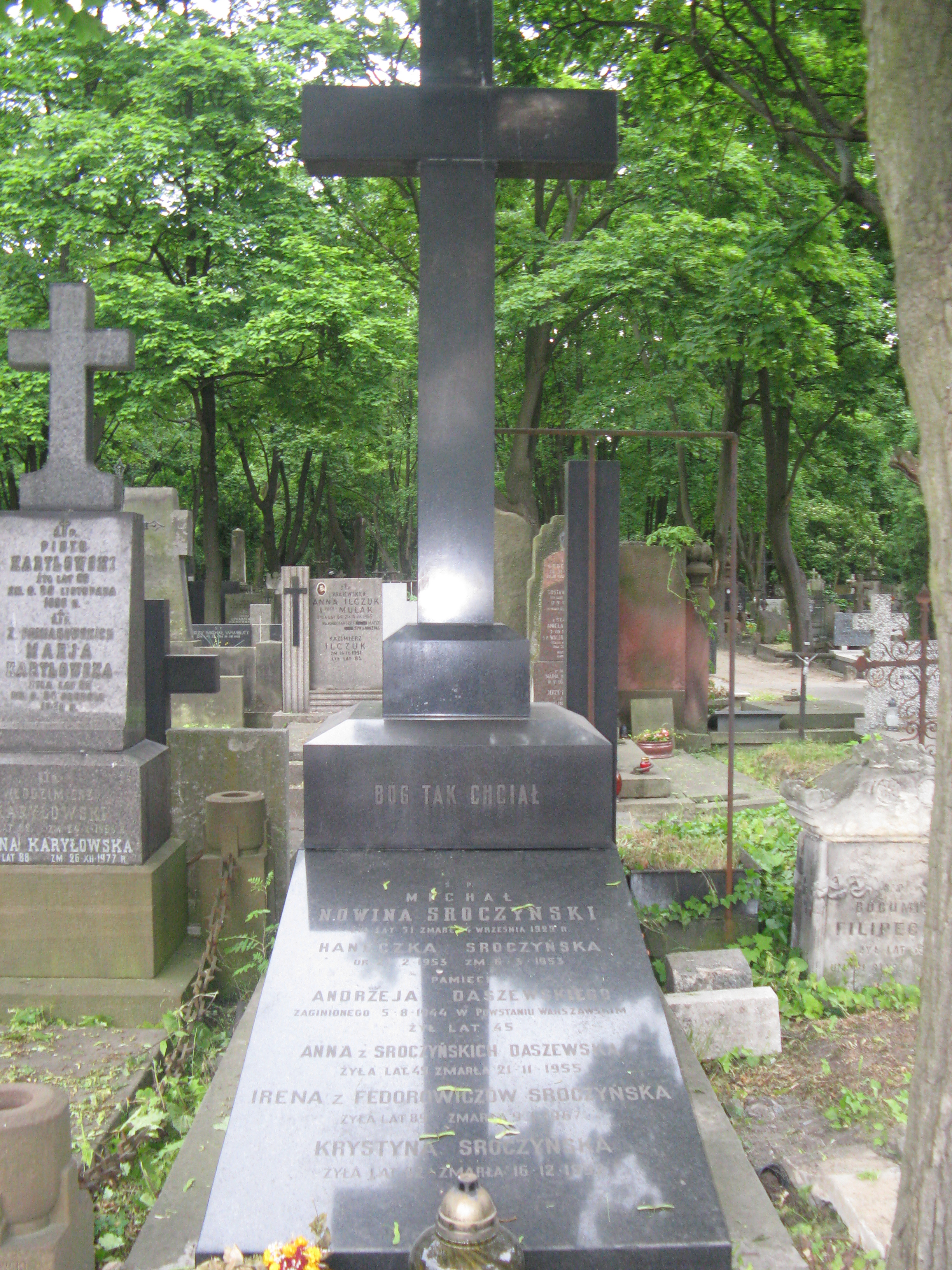
Grób Michała Sroczyńskiego na cmentarzu Powązkowskim

Michał Stefan Sroczyński (ur. 26 lipca 1878 w Bolesławiu, zm. 24 września 1929 w Warszawie) – polski inżynier górnictwa, przemysłowiec naftowy. 
Urodził się w rodzinie Bronisława i Izabeli z Bieleckich. Ponieważ jego ojciec wcześnie zapadł na zdrowiu, więc wychował się w domu swojego stryja Tadeusza, potentata naftowego. Od 1899 pracował w założonej przez stryja spółce "Męciński, Płocki, Sroczyński, Suszycki", po siedmiu latach chcąc stać się niezależny finansowo razem ze swoim bratem Izasławem i Z. Russockim założył spółkę "Sroczyński, Sroczyński, Russocki", która zajmowała się poszukiwaniem nowych złóż ropy i gazu. W 1912 został członkiem Towarzystwa Krajowego Naftowego, a dwa lata później dyrektorem firmy "Waterkeyn". Od 1916 zasiadał w radzie nadzorczej Spółki Akcyjnej Gazolina, a rok później wszedł w skład rady dyrektorskiej "Towarzystwa dla Handlu i Rolnictwa". Po przeniesieniu w 1919 siedziby zarządu Towarzystwa do Warszawy również tam zamieszkał. 
Zmarł na gruźlicę i spoczywa na cmentarzu Powązkowskim kw. 80, rząd 6, miejsce 27.